# Ceryx naclioides
Ceryx naclioides là một loài bướm đêm thuộc phân họ Arctiinae, họ Erebidae.